# Denis Mazeaud
 (juillet 2014).
Pour les articles homonymes, voir Mazeaud.
Denis Mazeaud, né le 16 octobre 1956, est un juriste et universitaire français, spécialiste en droit de la famille et en droit des contrats.

## Carrière professionnelle
Denis Mazeaud fait partie d'une grande famille de juristes. Il est ainsi le petit-fils d'Henri Mazeaud et le neveu de Pierre Mazeaud.
Il se fait remarquer dans le monde juridique en soutenant sa thèse La notion de clause pénale à l'université Paris-Est-Créteil-Val-de-Marne, qui est publiée en 1992 chez LGDJ, coll. « Bibliothèque de droit privé », no 223, avec une préface de François Chabas. Il obtient le prix Maurice Picard et le prix Georges Ripert.
Après avoir échoué à l'examen du CRFPA, il réussit l'agrégation de droit privé et est nommé professeur de droit privé à l'université Panthéon-Assas.
Directeur de l'école doctorale de droit privé de la Faculté d'Assas, il exerce également des responsabilités éditoriales au sein de plusieurs revues, dont la Revue des contrats et le Recueil Dalloz.
Avec quatre autres universitaires, il fonde l'association européenne TransEurope Experts qui aspire à réunir des universitaires et des professionnels du droit, ainsi que des personnalités de tous horizons autour des questions juridiques européennes.
Denis Mazeaud est aussi expert de la Fondation pour le droit continental.
Décrit comme un « juriste de grand talent et éminemment sympathique, coqueluche des amphithéâtres et des amateurs de conférences », il est également célèbre pour ses éditoriaux hebdomadaires au sein du Recueil Dalloz écrits sous le pseudonyme « Felix Rome ».
L’un de ses derniers billets, consacré à l'affaire Courroye, a été repris par Le Monde, révélant ainsi l'identité de Félix Rome.
Il est président de l'Association Henri Capitant des amis de la culture juridique française.

## Principaux travaux
- La notion de clause pénale, thèse publiée chez LGDJ, coll. « Bibliothèque de droit privé », no 223, 1992 (avec préface de François Chabas)

prix Maurice Picard et prix Georges Ripert
- (sous la dir. de Christophe Jamin, Denis Mazeaud), L'harmonisation du droit des contrats en  Europe, Paris, Economica, coll. « Études juridiques », 2001  (ISBN 2-7178-4186-5)
- (en collab. avec B. Fauvarque et Cosson), Pensée juridique française et harmonisation européenne du droit, Paris, Société de législation comparée, 2003.
- Livre vert sur le droit européen de la consommation, réponses françaises, Paris, Société de législation comparée, 2007.
- (sous la dir. de Rémy Cabrillac, Denis Mazeaud et André Prüm), Le contrat en Europe, aujourd’hui et demain : colloque du 22 juin 2007, Paris, Société de législation comparée, coll. « Droit privé comparé et européen », 2008  (ISBN 978-2-908199-68-0)
- (en collab. avec Gerald Mäsch et Reiner Schulze), Nouveaux défis du droit des contrats en France et en Europe, Paris, Sellier, 2009.
- (sous la dir. de Yves Lequette et Denis Mazeaud), L'ouverture du mariage aux personnes de même sexe, Paris, Panthéon-Assas, coll. « coll. « Colloques / Université Panthéon-Assas », 2014, 228 p.  (ISBN 979-10-90429-40-6)

## Autres activités
Denis Mazeaud a assuré le rôle de procureur dans le procès en appel de Dark Vador (en remplacement de Frederic Bibal), spectacle organisé par la Fédération Française des Débats.